# Хју Едвин Родам
Хју Едвин Родам (енгл. Hugh Edwin Rodham; Чикаго, 26. мај 1950) је амерички адвокат, бизнисмен и политичар, члан Демократске странке и брат бивше прве даме, сенаторке и државне секретарке Хилари Клинтон. Године 1994. био је испред Демократске странке номинован за сенатора Флориде, али је на изборима изгубио од Конија Мака III.

## Детињство и младост
Син Хјуа Елсворта Родама, трговца текстилом, и Дороти Хауел Родам. Има млађег брата Тонија. Као и Хилари, Хју је рођен у Чикагу, али је одрастао у приградском Парк Риџу. Дипломирао је 1968. на Main East High School. Дипломирао је 1972. на државном Универзитету у Пенсилванији на одсеку за здравље и развој човека. Играо је рагби. Био је годину дана у мировној мисији у Колумбији. Касније је дипломирао право на Универзитету у Арканзасу, у време док је Бил Клинтон био гувернер.